# 波状攻撃
波状攻撃（はじょうこうげき）とは、何回にもわたって繰り返し攻撃を加えること。

## 軍事的な概念
軍事的な意味での波状攻撃とは、複数の部隊がタイミングを合わせた一斉攻撃を間を開けて連続して行う事である。縦深攻撃と対になる概念。押しては引く波のように次から次へと一斉攻撃を陣の両翼から繰り返す。また、連続空爆・空襲なども波状攻撃と呼ばれることがある。ほかにサイバー戦争におけるDoS攻撃などでも使用される概念である。また、この攻撃方法はサッカーなどのスポーツ競技などにも例えられる。
なお、この言葉に似た概念として、敵の防御能力を上回る攻撃を指す飽和攻撃という概念もある。

### 戦術の目的
その目的は多く存在する。例えば、相手に長い時間を与え態勢を立て直されるのを防ぐ事、あるいは先に攻撃した様子から後に攻撃するための情報を得る事、補給及び補給の体制を整える時間を確保する事などがある。

## 波状攻撃の例
- 車懸（くるまがかり） - 川中島の戦いにて上杉謙信が使用したことで有名。
- 呉軍港空襲 - 米軍による日本海軍戦艦日向への空襲。1945年7月24日[2]。